# Rhomphaea barycephalus
Espèce
Synonymes
- Argyrodes barycephalus Roberts, 1983

Statut de conservation UICN

 VU B1ab(iii)+2ab(iii) : Vulnérable
Rhomphaea barycephalus est une espèce d'araignées aranéomorphes de la famille des Theridiidae.

## Distribution
Cette espèce est endémique d'Aldabra aux Seychelles.

## Description
Le mâle holotype mesure 3,4 mm et la femelle paratype 4,6 mm.

## Systématique et taxinomie
Cette espèce a été décrite sous le protonyme Argyrodes barycephalus par Roberts en 1983. Elle est placée dans le genre Rhomphaea par Saaristo en 2006.

## Publication originale
- Roberts, 1983 : « Spiders of the families Theridiidae, Tetragnathidae and Araneidae (Arachnida: Araneae) from Aldabra atoll. » Zoological Journal of the Linnean Society, vol. 77, no 3, p. 217-291.